# Česká florbalová extraliga žen 2015/2016
Česká florbalová extraliga žen 2015/2016 byla 22. ročníkem nejvyšší ženské florbalové soutěže v Česku.
Soutěž odehrálo 12 týmů systémem dvakrát každý s každým. Prvních osm týmů postoupilo do play-off. Zbylé čtyři týmy hrály o sestup.
Vítězem ročníku se potřetí stal tým 1. SC Vítkovice Oxdog, po porážce vítěze předešlého ročníku, týmu FAT PIPE Florbal Chodov ve finále. Vítkovice naposledy zvítězily o dva roky dříve v sezóně 2013/2014. Svým vítězstvím si zajistily účast na Poháru mistrů, kde získaly bronzovou medaili.
Sestava týmů se od minulého ročníku nezměnila, protože jeho systém play-down nevyžadoval žádný sestup a extraligové týmy Tatran Omlux Střešovice a TJ Sokol Královské Vinohrady, které hrály baráž, ligu obhájily.
V tomto ročníku Tatran již v novém formátu play-down Extraligu neudržel a po šesti sezónách sestoupil do 1. ligy. Tým byl v následující sezóně nahrazen vítězem 1. ligy, týmem Panthers Praha.

## Základní část
| Poř. | Tým                             | Z  | V  | VP | PP | P  | VG  | OG  | B  |
| ---- | ------------------------------- | -- | -- | -- | -- | -- | --- | --- | -- |
| 1.   | 1. SC Vítkovice Oxdog           | 22 | 20 | 0  | 0  | 2  | 172 | 42  | 60 |
| 2.   | FAT PIPE Florbal Chodov         | 22 | 20 | 0  | 0  | 2  | 200 | 44  | 60 |
| 3.   | Herbadent Praha 11 SJM          | 22 | 20 | 0  | 0  | 2  | 196 | 54  | 60 |
| 4.   | FbŠ "pipni.cz" Bohemians        | 22 | 12 | 2  | 0  | 8  | 128 | 122 | 40 |
| 5.   | Elite Praha                     | 22 | 10 | 1  | 0  | 11 | 102 | 84  | 32 |
| 6.   | FBC ČPP BONUSIA Ostrava         | 22 | 9  | 0  | 2  | 11 | 110 | 148 | 29 |
| 7.   | Sokol Brno Židenice Florbal.com | 22 | 7  | 2  | 0  | 13 | 76  | 124 | 25 |
| 8.   | Crazy girls FBC Liberec         | 22 | 7  | 0  | 1  | 14 | 70  | 145 | 22 |
| 9.   | Tatran Omlux Střešovice         | 22 | 6  | 1  | 1  | 14 | 70  | 126 | 21 |
| 10.  | TEMPISH FBS Olomouc             | 22 | 5  | 1  | 3  | 13 | 64  | 106 | 20 |
| 11.  | TJ Sokol Královské Vinohrady    | 22 | 4  | 2  | 0  | 16 | 49  | 133 | 16 |
| 12.  | FBK Jičín                       | 22 | 3  | 0  | 2  | 17 | 59  | 168 | 11 |

## Vyřazovací boje

### Pavouk
|  | Čtvrtfinále (na zápasy)         | Čtvrtfinále (na zápasy)  |                         |   | Semifinále (na zápasy) | Semifinále (na zápasy) |  |  | Superfinále (skóre) | Superfinále (skóre) |
|  |                                 |                          |                         |   |                        |                        |  |  |                     |                     |
|  |                                 |                          |                         |   |                        |                        |  |  |                     |                     |
|  | 1. SC Vítkovice Oxdog           | 4                        |                         |   |                        |                        |  |  |                     |                     |
|  | 1. SC Vítkovice Oxdog           | 4                        |                         |   |                        |                        |  |  |                     |                     |
|  | FBC ČPP BONUSIA Ostrava         | 0                        |                         |   |                        |                        |  |  |                     |                     |
|  | FBC ČPP BONUSIA Ostrava         | 0                        | 1. SC Vítkovice Oxdog   | 4 |                        |                        |  |  |                     |                     |
|  |                                 |                          | 1. SC Vítkovice Oxdog   | 4 |                        |                        |  |  |                     |                     |
|  |                                 | FbŠ "pipni.cz" Bohemians | 0                       |   |                        |                        |  |  |                     |                     |
|  | FbŠ "pipni.cz" Bohemians        | FbŠ "pipni.cz" Bohemians | 0                       | 4 |                        |                        |  |  |                     |                     |
|  | FbŠ "pipni.cz" Bohemians        |                          |                         | 4 |                        |                        |  |  |                     |                     |
|  | Crazy girls FBC Liberec         | 0                        |                         |   |                        |                        |  |  |                     |                     |
|  | Crazy girls FBC Liberec         | 0                        | 1. SC Vítkovice Oxdog   | 4 |                        |                        |  |  |                     |                     |
|  |                                 |                          | 1. SC Vítkovice Oxdog   | 4 |                        |                        |  |  |                     |                     |
|  |                                 | FAT PIPE Florbal Chodov  | 3                       |   |                        |                        |  |  |                     |                     |
|  | FAT PIPE Florbal Chodov         | FAT PIPE Florbal Chodov  | 3                       | 4 |                        |                        |  |  |                     |                     |
|  | FAT PIPE Florbal Chodov         |                          |                         | 4 |                        |                        |  |  |                     |                     |
|  | Sokol Brno Židenice Florbal.com | 0                        |                         |   |                        |                        |  |  |                     |                     |
|  | Sokol Brno Židenice Florbal.com | 0                        | FAT PIPE Florbal Chodov | 4 |                        |                        |  |  |                     |                     |
|  |                                 |                          | FAT PIPE Florbal Chodov | 4 |                        |                        |  |  |                     |                     |
|  |                                 | Herbadent Praha 11 SJM   | 0                       |   |                        |                        |  |  |                     |                     |
|  | Herbadent Praha 11 SJM          | Herbadent Praha 11 SJM   | 0                       | 4 |                        |                        |  |  |                     |                     |
|  | Herbadent Praha 11 SJM          |                          |                         | 4 |                        |                        |  |  |                     |                     |
|  | Elite Praha                     | 0                        |                         |   |                        |                        |  |  |                     |                     |
|  | Elite Praha                     | 0                        |                         |   |                        |                        |  |  |                     |                     |

### Čtvrtfinále
První tři týmy si postupně zvolily soupeře pro čtvrtfinále z druhé čtveřice.
1. SC Vítkovice Oxdog – FBC ČPP BONUSIA Ostrava 4 : 0 na zápasy – Zpráva
- 15. 3. 2016 16:00, Vítkovice – Ostrava 11 : 3 (5:1, 2:0, 4:2)
- 16. 3. 2016 16:00, Vítkovice – Ostrava 15 : 2 (1:1, 2:0, 2:1)
- 12. 3. 2016 18:00, Ostrava – Vítkovice 14 : 5 (1:2, 2:2, 1:1)
- 13. 3. 2016 18:00, Ostrava – Vítkovice 12 : 7 (1:2, 1:1, 0:4)

FAT PIPE Florbal Chodov – Sokol Brno Židenice Florbal.com 4 : 0 na zápasy – Zpráva
- 15. 3. 2016 14:00, Chodov – Židenice 14 : 10 (3:0, 7:0, 4:1)
- 16. 3. 2016 14:00, Chodov – Židenice 17 : 21 (2:0, 4:1, 1:1)
- 12. 3. 2016 17:00, Židenice – Chodov 01 : 14 (0:2, 1:5, 0:7)
- 13. 3. 2016 14:00, Židenice – Chodov 10 : 10 (0:6, 0:3, 0:1)

Herbadent Praha 11 SJM – Elite Praha 4 : 0 na zápasy – Zpráva
- 15. 3. 2016 20:00, Herbadent – Elite 7 : 4 (2:0, 4:3, 1:1)
- 16. 3. 2016 17:00, Herbadent – Elite 4 : 2 (2:0, 0:2, 2:0)
- 12. 3. 2016 14:00, Elite – Herbadent 0 : 8 (0:4, 0:2, 0:2)
- 13. 3. 2016 14:00, Elite – Herbadent 0 : 5 (0:0, 0:2, 0:3)

FbŠ "pipni.cz" Bohemians – Crazy girls FBC Liberec 4 : 0 na zápasy – Zpráva
- 15. 3. 2016 16:00, Bohemians – Liberec 8 : 1 (3:0, 3:1, 2:0)
- 16. 3. 2016 18:00, Bohemians – Liberec 5 : 3 (2:1, 2:0, 1:2)
- 12. 3. 2016 20:00, Liberec – Bohemians 3 : 6 (0:0, 3:5, 0:1)
- 13. 3. 2016 18:30, Liberec – Bohemians 4 : 6 (2:0, 2:2, 0:4)

### Semifinále
Nejlépe umístěný tým v základní části z postupujících do semifinále (1. SC Vítkovice Oxdog) si zvolil soupeře (FbŠ "pipni.cz" Bohemians) ze dvou nejhůře umístěných postupující týmů.
1. SC Vítkovice Oxdog – FbŠ "pipni.cz" Bohemians 4 : 0 na zápasy – Zpráva
- 27. 3. 2016 18:00, Vítkovice – Bohemians 12 : 2 (4:1, 3:0, 5:1)
- 28. 3. 2016 15:00, Vítkovice – Bohemians 17 : 4 (2:2, 0:2, 5:0)
- 02. 4. 2016 16:00, Bohemians – Vítkovice 01 : 7 (1:1, 0:4, 0:2)
- 03. 4. 2016 16:00, Bohemians – Vítkovice 01 : 6 (0:3, 1:1, 0:2)

FAT PIPE Florbal Chodov – Herbadent Praha 11 SJM 4 : 0 na zápasy – Zpráva
- 26. 3. 2016 15:00, Chodov – Herbadent SJM 6 : 2 (1:1, 1:1, 4:0)
- 27. 3. 2016 16:00, Chodov – Herbadent SJM 8 : 2 (3:0, 3:2, 2:0)
- 02. 4. 2016 16:00, Herbadent SJM – Chodov 2 : 6 (0:2, 1:2, 1:2)
- 03. 4. 2016 16:00, Herbadent SJM – Chodov 3 : 4pn (0:2, 2:1, 1:0 , 0:0)

### Superfinále
O mistru Extraligy rozhodl jeden zápas tzv. Superfinále 17. dubna 2016 v O2 areně v Praze. Superfinále překonalo s 8 711 diváky dosavadní rekord v návštěvnosti na ligovém zápase českého ženského florbalu z finále předešlé sezóny, který vidělo 6 891 diváků. Nový rekord byl překonán v roce 2023.
- 17. 4. 2016 13:05, 1. SC Vítkovice Oxdog – FAT PIPE Florbal Chodov 4 : 3pn (2:1, 1:1, 0:1, 0:0)[2][14] – Zpráva

## Boje o udržení
Hrály 9. s 12. a 10. s 11. po základní části. Vítězové z 1. kola zůstali v Extralize, poražení hráli 2. kolo.

### Pavouk
|  | 1. kolo (na zápasy)          | 1. kolo (na zápasy) |                         |   | 2. kolo (na zápasy) | 2. kolo (na zápasy) |
|  |                              |                     |                         |   |                     |                     |
|  |                              |                     |                         |   |                     |                     |
|  | Tatran Omlux Střešovice      | 3                   |                         |   |                     |                     |
|  | Tatran Omlux Střešovice      | 3                   |                         |   |                     |                     |
|  | FBK Jičín                    | 4                   |                         |   |                     |                     |
|  | FBK Jičín                    | 4                   | Tatran Omlux Střešovice | 0 |                     |                     |
|  |                              |                     | Tatran Omlux Střešovice | 0 |                     |                     |
|  |                              | TEMPISH FBS Olomouc | 4                       |   |                     |                     |
|  | TEMPISH FBS Olomouc          | TEMPISH FBS Olomouc | 4                       | 3 |                     |                     |
|  | TEMPISH FBS Olomouc          |                     |                         | 3 |                     |                     |
|  | TJ Sokol Královské Vinohrady | 4                   |                         |   |                     |                     |

### 1. kolo
Tatran Omlux Střešovice – FBK Jičín 3 : 4 na zápasy – Zpráva
- 14. 3. 2016 20:15, Tatran – Jičín 7 : 4 (2:1, 3:1, 2:2)
- 16. 3. 2016 13:30, Tatran – Jičín 4 : 6 (1:0, 0:2, 3:4)
- 11. 3. 2016 19:30, Jičín – Tatran 9 : 4 (1:1, 3:0, 5:3)
- 12. 3. 2016 20:30, Jičín – Tatran 0 : 7 (0:1, 0:3, 0:3)
- 16. 3. 2016 20:00, Tatran – Jičín 4 : 3 (0:1, 2:2, 2:0)
- 18. 3. 2016 20:00, Jičín – Tatran 5 : 1 (0:0, 2:0, 3:1)
- 20. 3. 2016 12:00, Tatran – Jičín 0 : 8 (0:5, 0:1, 0:2)

TEMPISH FBS Olomouc – TJ Sokol Královské Vinohrady 3 : 4 na zápasy – Zpráva
- 15. 3. 2016 17:00, Olomouc – Vinohrady 5 : 6p (2:1, 1:1, 2:3 , 0:1)
- 16. 3. 2016 16:00, Olomouc – Vinohrady 2 : 1 (0:0, 0:1, 2:0)
- 12. 3. 2016 16:00, Vinohrady – Olomouc 5 : 2 (3:2, 1:0, 1:0)
- 13. 3. 2016 14:00, Vinohrady – Olomouc 2 : 4 (2:0, 0:3, 0:1)
- 16. 3. 2016 18:00, Olomouc – Vinohrady 7 : 2 (2:0, 0:1, 5:1)
- 18. 3. 2016 20:30, Vinohrady – Olomouc 2 : 1 (1:1, 0:0, 1:0)
- 20. 3. 2016 16:00, Olomouc – Vinohrady 1 : 5 (0:1, 0:2, 1:2)

### 2. kolo
Hráli poražení z prvního kola. Vítěz hrál baráž a poražený sestoupil do 1. ligy.
Tatran Omlux Střešovice – TEMPISH FBS Olomouc 0 : 4 na zápasy – Zpráva
- 27. 3. 2016 20:00, Tatran – Olomouc 1 : 4 (0:0, 1:2, 0:2)
- 28. 3. 2016 17:00, Tatran – Olomouc 0 : 4 (0:1, 0:1, 0:2)
- 02. 4. 2016 17:00, Olomouc – Tatran 4 : 3pn (3:1, 0:1, 0:1, 0:0)
- 03. 4. 2016 14:00, Olomouc – Tatran 6 : 3 (1:2, 2:0, 3:1)

### Baráž
Vítěz hrál Extraligu a poražený 1. ligu.
TEMPISH FBS Olomouc – IBK Hradec Králové 3 : 0 na zápasy – Zpráva
- 16. 4. 2016 16:00, Olomouc – Hradec 5 : 21 (1:1, 3:1, 1:0)
- 23. 4. 2016 18:00, Hradec – Olomouc 2 : 14 (1:7, 0:5, 1:2)
- 24. 4. 2016 14:00, Hradec – Olomouc 2 : 61 (1:1, 1:3, 0:2)

## Konečné pořadí
| Pořadí           | Tým                             |
| ---------------- | ------------------------------- |
| Zlatá medaile    | 1. SC Vítkovice Oxdog           |
| Stříbrná medaile | FAT PIPE Florbal Chodov         |
| Bronzová medaile | Herbadent Praha 11 SJM          |
| 4.               | FbŠ "pipni.cz" Bohemians        |
| 5.               | Elite Praha                     |
| 6.               | FBC ČPP BONUSIA Ostrava         |
| 7.               | Sokol Brno Židenice Florbal.com |
| 8.               | Crazy girls FBC Liberec         |
| 9.               | TJ Sokol Královské Vinohrady    |
| 10.              | FBK Jičín                       |
| 11.              | TEMPISH FBS Olomouc             |
| 12.              | Tatran Omlux Střešovice         |

## Nejužitečnější hráčky
Nejužitečnějšími hráčkami Extraligy byly zvoleny:
1. Lucia Košturiaková (Herbadent Praha 11 SJM)
2. Anet Jarolímová (FAT PIPE Florbal Chodov)
3. Eliška Vrátná (FAT PIPE Florbal Chodov)